# Pohřební bratrstvo
Pohřební bratrstvo je spolek či bratrstvo, které se stará o náležité pohřbívání zesnulých ve své obci či náboženské společnosti. Fungovaly tak různé spolky již v klasické antice, z hlediska svého právního charakteru se označovaly termíny jako hetaeria, collegium, fraternitas či sodalitas.

## Dějiny
- antické

Stanovy jednoho collegia, „Lex collegia salutaris Dianae et Antinoi“, se dochovaly v nápisu z roku 136. Lze se zde dočíst, jak se lze k spolku připojit, jaké jsou měsíční členské příspěvky, jak se má konat pohřeb členů i rozpis schůzí a hostin tohoto bratrstva. Podobné společnosti existovaly i mimo Řím. Tradici záhy převzali i křesťané, bratrstvo parabolánů mimo jiné plnilo i roli pohřebního bratrstva. 
- křesťanské

Bratrstva se rozšířila zejména v římskokatolické církvi při farních kostelech, jako fraternitas, například Bratrstvo blažené smrti nebo Bratrstvo duší v očistci, při jezuitských chrámech a kolejích to byla sodalitas.  Patrony smrti bývali sv. Josef, sv. Barbora, sv. Rosalie.
- židovské

O pohřby v židovských obcích se tradičně starají pohřební bratrstva zvaná chevra kadiša.